# Ierland op het Eurovisiesongfestival 2012
Ierland nam deel aan het Eurovisiesongfestival 2012 in Bakoe, Azerbeidzjan. Het was de 46ste deelname van het land aan het Eurovisiesongfestival. De RTE was verantwoordelijk voor de Ierse bijdrage aan de editie van 2012. Het duo Jedward bereikte tijdens de finale in Bakoe met het nummer Waterline de 19e plaats.

## Selectieprocedure
De Ierse selectie van 2012 verliep opnieuw via het jaarlijkse Eurosong. Net als in 2011 werden er vijf specialisten ter zake aangeduid die een act mochten samenstellen en begeleiden. De nationale selectie van 2012 was net als de voorgaande jaren een onderdeel van de talkshow The Late Late Show. Tijdens de door Ryan Tubridy gepresenteerde aflevering van 24 februari 2012 traden de vijf deelnemende acts eerst op en werd vervolgens de winnaar gekozen. Onder de deelnemers waren twee oude bekenden die al eerder voor Ierland op het Eurovisiepodium hadden gestaan. Donna McCaul haalde in 2005 de finale niet, en Jedward deed in 2011 voor het land mee en eindigde achtste in de finale. Het programma werd door RTE ook op het internet rechtstreeks uitgezonden, waardoor ook internationale Eurovisiefans de Ierse nationale selectie konden volgen. Zes regionale jury's gaven 50 % van de punten, het publiek gaf via televoting de resterende helft van de punten. 
Fans van Jedward gingen ervan uit dat de Ierse finale een formaliteit zou worden om de tweelingbroers voor de tweede opeenvolgende maal naar het Eurovisiesongfestival te sturen. Hun reputatie getrouw zorgden de broers Jedward voor de nodige opschudding in de aanloop naar Eurosong 2012. Eerst spraken ze voor hun beurt en lieten ze uitschijnen dat ze door de Ierse Omroep RTE rechtstreeks zouden worden aangeduid om terug naar het Eurovisiesongfestival te gaan. Dat bleek uiteindelijk niet het geval. Daarna volgde onduidelijkheid over het nummer waarmee het tweetal zou aantreden. Aanvankelijk zouden ze On top of the world zingen. Daarna was het What's your number, om uiteindelijk te kiezen voor Waterline. Uiteindelijk won Jedward de nationale finale, waardoor de tweeling voor het tweede jaar op rij Ierland mocht vertegenwoordigen op het Eurovisiesongfestival. Het was voor de eerste keer in de geschiedenis dat Ierland voor het tweede jaar op rij door dezelfde artiest vertegenwoordigd werd.

## Eurosong 2012
| Plaats | Artiest                         | Lied             | Mentor        | Jury | Publiek | Totaal |
| ------ | ------------------------------- | ---------------- | ------------- | ---- | ------- | ------ |
| 1      | Jedward                         | Waterline        | Linda Martin  | 54   | 60      | 114    |
| 2      | Andrew Mann                     | Here I am        | Greg French   | 44   | 50      | 94     |
| 3      | Donna McCaul                    | Mercy            | Bill Hughes   | 44   | 40      | 84     |
| 4      | Una Gibney & David Shannon      | Language of love | Julian Benson | 38   | 20      | 58     |
| 5      | Celtic Whisper ft. Maria McCool | Shine on         | Edele Lynch   | 20   | 30      | 50     |

## In Bakoe
In Bakoe trad Ierland aan in de eerste halve finale, op dinsdag 22 mei. Ierland trad als achttiende en laatste aan, net na Moldavië. Opvallend feit is dat Ierland ook in 2011 als laatste aantrad in de halve finale. Bij het openen van de enveloppen bleek dat Jedward zich had geplaatst voor de finale. Na afloop van het festival zou blijken dat Ierland op de zesde plaats was geëindigd, met 92 punten.
In de finale trad Ierland als 23ste van 26 landen aan, na Macedonië en voor Servië. De verwachtingen voor een plaats in de top tien voor Ierland waren hoog, maar uiteindelijk kon Jedward zijn favorietenrol niet waarmaken en eindigde het duo op een negentiende plaats, met 42 punten. Dit had vooral te maken met de inbreng van de jury die Jedward op een 25ste plaats had gezet met 14 punten. Bij de televoters haalde Jedward de tiende plaats met 89 punten. 